# Power in the Music
Power in the Music es un álbum de estudio de la banda de rock canadiense The Guess Who, publicado en 1975. Es el último álbum de la agrupación con la participación del cantante y tecladista Burton Cummings.

## Lista de canciones
Todas escritas por Burton Cummings y Domenic Troiano.
1. "Down and Out Woman" – 3:37
2. "Women" – 3:25
3. "When the Band Was Singin' (Shakin' All Over)" – 3:35
4. "Dreams" – 4:45
5. "Rich World/Poor World" – 6:20
6. "Rosanne" – 4:17
7. "Coors for Sunday" – 4:25
8. "Shopping Bag Lady" – 5:40
9. "Power in the Music" – 6:35

## Personal
- Burton Cummings – Voz, teclados
- Garry Peterson – Batería, voz
- Domenic Troiano – Guitarra, voz
- Bill Wallace – Bajo, voz